# Coryphantha echinus
Coryphantha echinus ist eine Pflanzenart in der Gattung Coryphantha aus der Familie der Kakteengewächse (Cactaceae). Das Artepitheton echinus stammt aus dem Lateinischen, bedeutet ‚Igel‘ oder ‚Seeigel‘ und verweist auf den stachligen Habitus der Art.

## Beschreibung
Coryphantha echinus wächst meist einzeln, bildet aber gelegentlich große, von der Bedornung fast vollständig bedeckte Gruppen. Die kugelförmigen bis kurz zylindrischen graugrünen Triebe erreichen bei Durchmessern von 3 bis 6,5 Zentimetern Wuchshöhen von 3 bis 20 Zentimeter. Die bis zu 12 Millimeter langen, kräftigen Warzen sind konisch bis zylindrisch. Die ein bis vier, gelegentlich auch fehlenden, weißlichen Mitteldornen sind dunkler gespitzt. Der obere ist sehr steif, abstehend und meist gerade. Die unteren Mitteldornen sind gerade und schlanker. Die 16 bis 30 weißlichen, ineinander greifenden Randdornen weisen eine Länge von 1 bis 2 Zentimeter auf.
Die glänzend leuchtend gelben Blüten erreichen Durchmesser von 2,5 bis 5,5 Zentimeter. Die grünen Früchte sind bis zu 2,5 Zentimeter lang.

## Verbreitung, Systematik und  Gefährdung
Coryphantha echinus ist in den mexikanischen Bundesstaaten Chihuahua und Coahuila auf Schwemmebenen und Kalkschotter verbreitet.
Die Erstbeschreibung als Mammillaria echinus durch George Engelmann wurde 1856 veröffentlicht. Nathaniel Lord Britton und Joseph Nelson Rose stellten die Art 1923 in die Gattung Coryphantha. Weitere nomenklatorische Synonyme sind Cactus echinus (Engelm.) Kuntze (1891), Mammillaria radians var. echinus (Engelm.) K.Schum. (1898), Mammillaria radians f. echinus (Engelm.) Schelle (1907), Coryphantha echinus (Engelm.) Orcutt (1922), Coryphantha radians var. echinus (Engelm.) Y.Itô (1952) und Coryphantha cornifera var. echinus (Engelm.) L.D.Benson (1969).
Coryphantha echinus wird in der Roten Liste gefährdeter Arten der IUCN als „Least Concern (LC)“, d. h. nicht gefährdet, eingestuft.

## Nachweise